# RNIE1
De RNIE1 of Route nationale inter-états 1 is een internationale weg in het Afrikaanse land Benin, die de kustlijn van de Atlantische Oceaan in het zuiden van het land volgt. De weg loopt van de grens met Nigeria via Porto-Novo, Cotonou en Comè naar de grens met Togo. In Nigeria loopt de weg als A51 verder naar Lagos. In Togo loopt de weg verder als N2 naar Lomé.
De RNIE1 is ongeveer 180 kilometer lang en loopt door de departementen Plateau, Ouémé, Littoral, Atlantique en Mono. Het is een onderdeel van de Trans-Afrikaanse weg 7 tussen Dakar in Senegal en Lagos in Nigeria.